# Almquist shell
Almquist shell (también conocida como A Shell, ash y sh ) es una shell de Unix ligera escrita originalmente por Kenneth Almquist a fines de los años 80. Inicialmente, un clon de la variante System V.4 del shell Bourne, reemplazó al Bourne shell original en las versiones BSD de Unix lanzadas a principios de los años noventa.[cita requerida]

## Historia
ash se lanzó por primera vez a través de una publicación en el grupo de noticias de Usenet comp.sources.unix, aprobada y moderada por Rich Salz el 30 de mayo de 1989. Fue descrita como "una reimplementación de la shell de System V  con la mayoría de las características de esa shell, más algunos agregados".
Lo siguiente se extrae de la información del paquete ash de Slackware v14:

ash (Kenneth Almquist's ash shell)

A lightweight (92K) Bourne compatible shell. Great for machines with low memory, but does not provide all the extras of shells like bash, tcsh, and zsh. Runs most shell scripts compatible with the Bourne shell. Note that under Linux, most scripts seem to use at least some bash-specific syntax. The Slackware setup scripts are a notable exception, since ash is the shell used on the install disks. NetBSD uses ash as its /bin/sh.

Rápido, pequeño y virtualmente compatible con la especificación POSIX estándar del shell de Unix, ash no proporciona edición de línea o mecanismos de historial de comandos, porque Almquist sintió que dicha funcionalidad debería trasladarse al controlador del terminal. Sin embargo, las variantes actuales lo soportan. 
Las versiones derivadas de ash se instalan como shell predeterminado ( /bin/sh ) en FreeBSD, NetBSD, DragonFly BSD, MINIX y en algunas distribuciones de Linux. Android usó ash hasta Android 4.0, momento en el cual cambió a mksh.